# Długosz-Haus (Sandomierz)

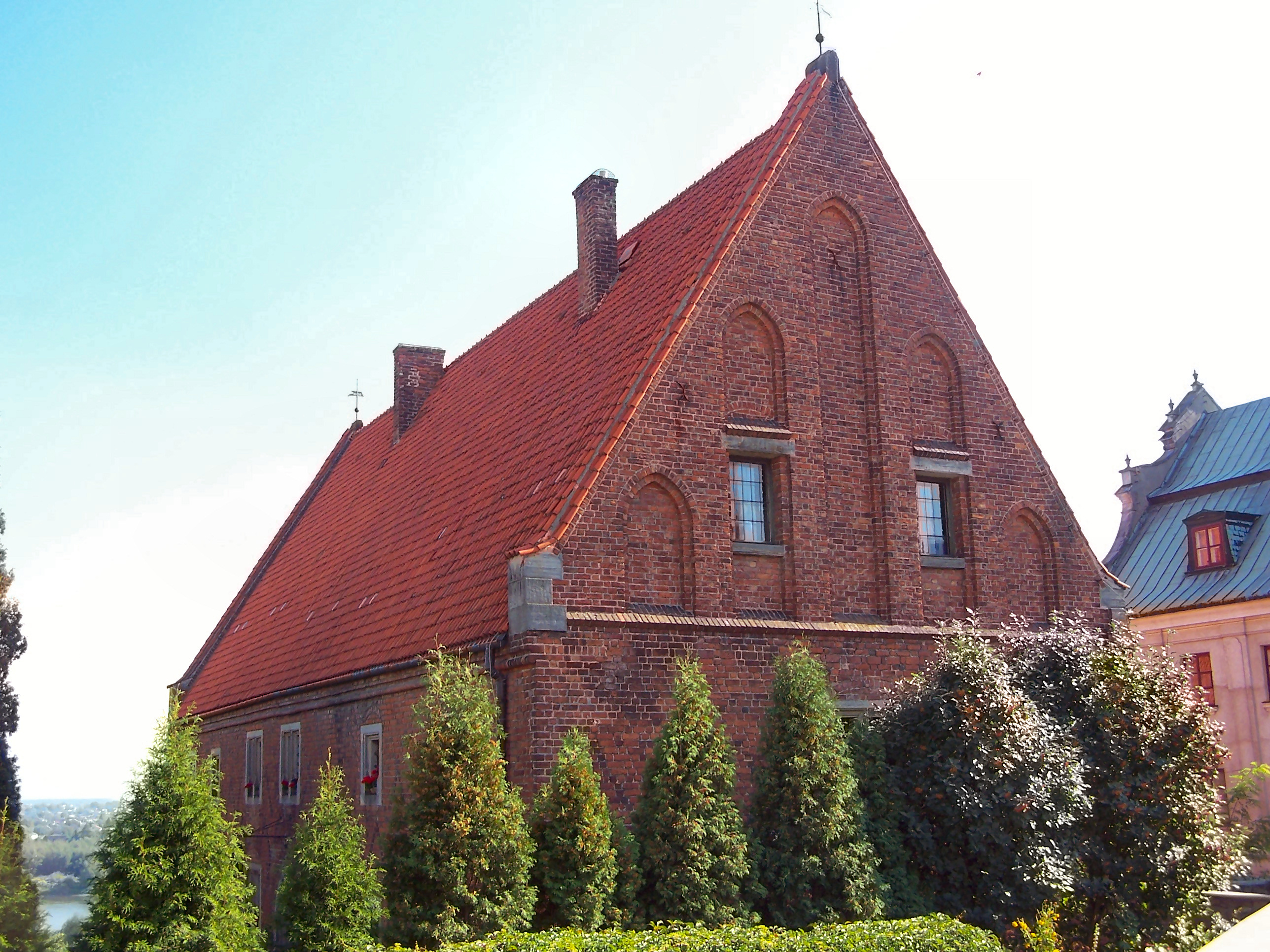
Długosz-Haus

Das Długosz-Haus  ist ein historisches Haus in Sandomierz in Polen. Es wurde im 15. Jahrhundert vom polnischen Diplomaten, Geograph und Historiker Jan Długosz als Ordenshaus für den örtlichen Klerus gestiftet. Es wurde im Stil der Backsteingotik von dem Baumeister Jan aus Krakau errichtet.

## Lage
Das Haus befindet sich im südlichen Teil der Altstadt in der Jan-Długosz-Straße 9 oberhalb der Weichselböschung. Heute beherbergt es das örtliche Diözesanmuseum.

## Geschichte
Das Haus wurde gemäß der gotischen Votivtafel über dem Eingang im Jahr 1476 fertiggestellt. Im 16. Jahrhundert erhielt es eine Renaissance-Attika und diente dem Klerus bis ins 19. Jahrhundert. Danach stand es leer und verfiel zunehmend. Von 1934 bis 1936 ließ der Sandomirer Bischof Włodzimierz Jasiński das Gebäude restaurieren. Seit 1937 wird es als Museum genutzt.

## Sonstiges
Weitere Długosz-Häuser befinden sich in Krakau und Wiślica:
- Długosz-Haus (Krakau)
- Długosz-Haus (Wiślica)